# Novyj Oskol
Novyj Oskol è una città della Russia europea sudoccidentale (oblast' di Belgorod), situata sulla riva sinistra del fiume Oskol, presso la confluenza in esso della Belen'kaja, 109 km a est di Belgorod; è il capoluogo amministrativo del distretto omonimo.

## Società

### Evoluzione demografica
Fonte: mojgorod.ru
- 1897: 2.800
- 1926: 2.100
- 1939: 5.400
- 1959: 12.900
- 1970: 15.800
- 1979: 17.900
- 1989: 20.100
- 2007: 20.300